# Routeplanner

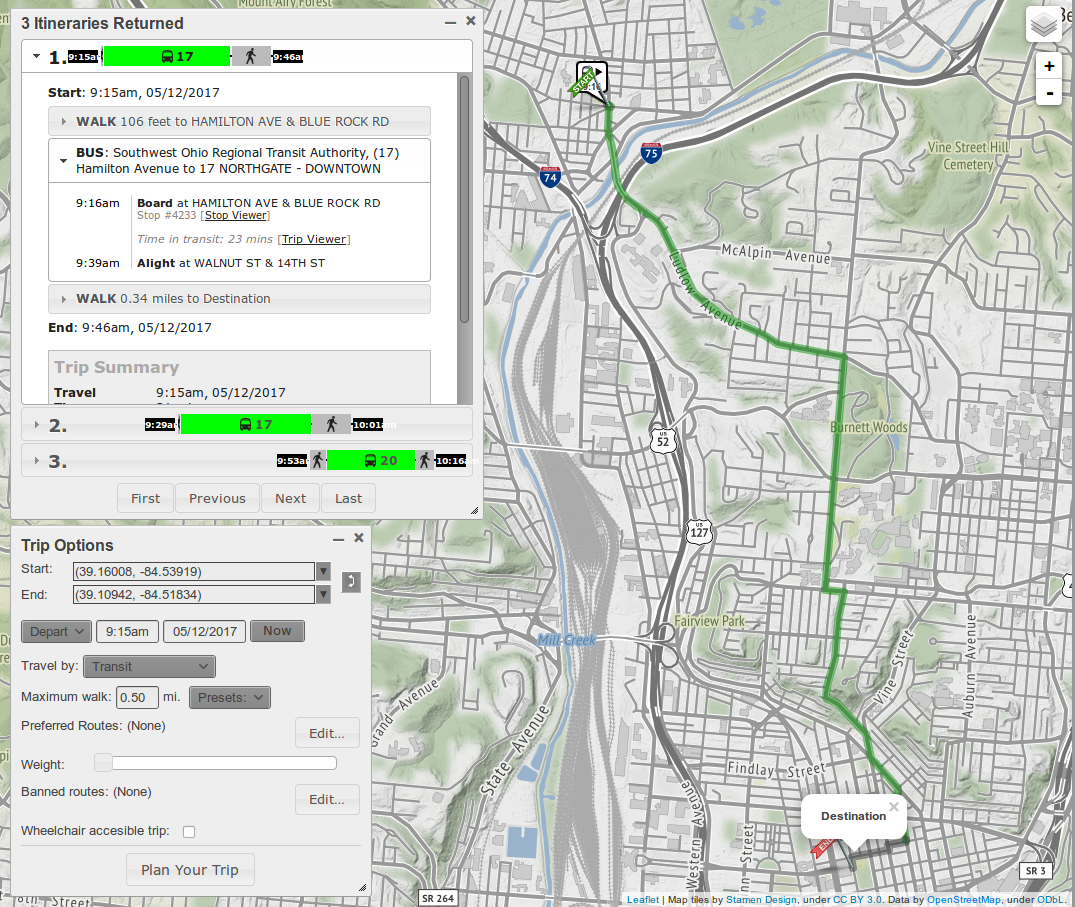
Przykładowy interfejs programu typu Routeplanner

Routeplanner – rodzaj programu komputerowego on-line (na stronie WWW) lub do pobrania i użytkowania off-line. W routeplannerach można obliczać liczbę kilometrów pomiędzy jedną miejscowością a drugą, oglądać alternatywne rozwiązania trasy (jeśli dany routeplanner ma taką funkcję), a także m.in. dopasowywanie przejazdów drogami płatnymi (np. autostradami), przepraw promowych, oraz drukowanie mapy i opisu trasy.